# ۶۴۲ (خورشیدی)
۶۴۲ ششصد و چهل و دومین سال هجری خورشیدی است.